# Кримінальний процес
Криміна́льний проце́с (також Кримінальне провадження) — це врегульована нормами кримінально-процесуального права діяльність органів досудового розслідування, слідчого, прокурора, судді і суду з розкриття злочинів, викриття й покарання винних та недопущення покарання невинних, а також система правовідносин, що виникають у перебігу цієї діяльності вказаних органів один з одним, а також з громадянами, посадовими особами, установами, підприємствами, громадськими об'єднаннями й трудовими колективами, які залучаються до сфери кримінально-процесуальної діяльності.
Поняття «Кримінальний процес» вживається також для позначення відповідної науки і навчальної дисципліни. Галузь права, що регулює порядок здійснення кримінального провадження, називається кримінально-процесуальним правом.
Окремі напрями кримінально-процесуальної діяльності називаються кримінально-процесуальними функціями.
Функція – це характерний рід діяльності, роль, призначення. У кримінальному процесі є п'ять основних функцій: 1) розслідування, 2) нагляд і контроль, 3) обвинувачення, 4) правнича допомога та захист,  5) правосуддя.

## Законодавче регулювання кримінального процесу
Порядок кримінального провадження на території України визначається лише кримінальним процесуальним законодавством України. Кримінальне процесуальне законодавство України складається з відповідних положень Конституції України, міжнародних договорів, згода на обов'язковість яких надана Верховною Радою України, Кримінального процесуального кодексу України та інших законів України.
Згідно зі ст. 22 Конституції України при прийнятті нових законів або внесення змін до чинного законодавства не допускається звуження змісту та обсягу існуючих прав і свобод людини. Ця фундаментальна  загально-правова засада   слугує орієнтиром розвитку законодавства лише в напрямку зміцнення гарантій прав і свобод людини.  
За своєю юридичною силою норми, що регулюють кримінальний процес і кримінально-процесуальні відносини, поділяються на такі рівні:       конституційні норми (норми найвищої юридичної сили);   норми, викладені в рішеннях Конституційного Суду України;   норми ратифікованих Україною міжнародних правових актів;  правотворчі  рішення Європейського суду з прав людини;  норми КПК України; норми інших законів.  Норми правових актів меншої юридичної сили мають відповідати нормам правових актів більшої юридичної сили, в іншому випадку не підлягають застосуванню. Так, суд не може застосувати закон, який регулює правовідносини, що розглядаються, інакше як міжнародний договір. Водночас, міжнародні договори застосовуються, якщо вони не суперечать Конституції України. При розв’язанні проблем прогалин в законодавстві набувають ознак джерел права прецедентна практика ЄСПЛ та Верховного Суду України.

## Завдання кримінального провадження
Завданнями кримінального провадження є:
- захист особи, суспільства та держави від кримінальних правопорушень;
- охорона прав, свобод та законних інтересів учасників кримінального провадження;
- забезпечення швидкого, повного та неупередженого розслідування і судового розгляду з тим, щоб кожний, хто вчинив кримінальне правопорушення, був притягнутий до відповідальності в міру своєї вини, жоден невинуватий не був обвинувачений або засуджений, жодна особа не була піддана необґрунтованому процесуальному примусу і щоб до кожного учасника кримінального провадження була застосована належна правова процедура[5].

## Загальні засади кримінального провадження
Зміст та форма кримінального провадження повинні відповідати загальним засадам кримінального провадження, до яких, зокрема, відносяться:
1. верховенство права;
2. законність;
3. рівність перед законом і судом;
4. повага до людської гідності;
5. забезпечення права на свободу та особисту недоторканність;
6. недоторканність житла чи іншого володіння особи;
7. таємниця спілкування;
8. невтручання у приватне життя;
9. недоторканність права власності;
10. презумпція невинуватості та забезпечення доведеності вини;
11. свобода від самовикриття та право не свідчити проти близьких родичів та членів сім'ї;
12. заборона двічі притягувати до кримінальної відповідальності за одне і те саме правопорушення;
13. забезпечення права на захист;
14. доступ до правосуддя та обов'язковість судових рішень;
15. змагальність сторін та свобода в поданні ними суду своїх доказів і у доведенні перед судом їх переконливості;
16. безпосередність дослідження показань, речей і документів;
17. забезпечення права на оскарження процесуальних рішень, дій чи бездіяльності;
18. публічність;
19. диспозитивність;
20. гласність і відкритість судового провадження та його повне фіксування технічними засобами;
21. розумність строків;
22. мова, якою здійснюється кримінальне провадження.

## Учасники кримінального провадження
Учасники кримінального провадження — це особи, що беруть у ньому участь і володіють передбаченими законом процесуальними правами та обов'язками. Ними є:
- сторони кримінального провадження:
  - з боку обвинувачення:
    - слідчий,
    - керівник органу досудового розслідування,
    - прокурор, а також
    - потерпілий, його представник та законний представник у випадках, установлених КПК;

  - з боку захисту:
    - підозрюваний,
    - обвинувачений (підсудний),
    - засуджений,
    - виправданий,
    - особа, стосовно якої передбачається застосування примусових заходів медичного чи виховного характеру або вирішувалося питання про їх застосування,
    - їхні захисники та законні представники;
- потерпілий, його представник та законний представник,
- цивільний позивач, його представник та законний представник,
- цивільний відповідач та його представник,
- особа, стосовно якої розглядається питання про видачу в іноземну державу (екстрадицію),
- заявник,
- свідок та його адвокат,
- понятий,
- заставодавець,
- перекладач,
- експерт,
- спеціаліст,
- секретар судового засідання,
- судовий розпорядник[6].

## Стадії кримінального провадження
Стадії є відносно відокремленими частинами кримінального процесу. Будучи самостійними, вони водночас перебувають у зв'язку з іншими стадіями, утворюючи єдину систему.
1. Досудове розслідування
Внесення відомостей до ЄРДР — Повідомлення про підозру — Слідчі дії — Закінчення досудового розслідування
2. Судове провадження у першій інстанції
Підготовче провадження — Судовий розгляд — Винесення судового рішення
3. Судове провадження з перегляду судових рішень
Провадження в суді апеляційної інстанції — Провадження в суді касаційної інстанції — Провадження за нововиявленими та виключними обставинами
4. Виконання судових рішень.

## Нормативні акти
- Конституція України: прийнята Верховною Радою України 28 червня 1996 р. Відомості Верховної Ради України. 1996. № 30. Ст. 141{Зі змінами, внесеними згідно із Законами України} URL: https://zakon.rada.gov.ua/laws/show/254к/96-вр
- Кримінальний процесуальний кодекс України. Відомості Верховної Ради України. 2013. № 9-10, № 11-12, № 13. Ст. 88. Із змінами і доповненнями -  URL: http:///www.zakon.rada.gov.ua
- Закон України «Про виконання рішень та застосування практики Європейського Суду з прав людини» від 23 лютого 2006 р. Офіційний вісник України. 2006. №12. Із змінами і доповненнями -  URL: http:///www.zakon.rada.gov.ua

## Наукові джерела
- Басиста І. В., Благута Р. І., Гловюк І. В. Кримінальний процес: підручник / за заг. ред. А. Я. Хитри та Р. М. Шехавцова. Львів: Львів. держав. ун-т внутр. справ, 2022. Ч. 1. 492 с. URL: https://www1.lvduvs.edu.ua/pidruchnyky-posibnyky#
- Кримінальний процес: підручник / За заг. ред.  В. В. Коваленка, Л. Д. Удалової, Д. П.  Письменного. К.: «Центр учбової літератури», 2013.  544 с.
- Кримінальний процес України = Criminal Procedure  of Ukraine: Академічний курс: у 3-х т. Т.1. Загальна частина /[ В. Т. Нор, Н. Р. Бобченко, М. В. Багрій та ін.]; За ред.  акад. НАПрН України, д-ра юрид. наук, проф, В. Т. Нора, д-ра юрид наук, проф Н. Р. Бобченка. Львів: ЛНУ ім. Івана Франка,  2021. 912 с.
- Кримінальний процес України: навч. посіб. / В. Л. Ортинський, О. М. Гумін, В. С. Канцір та ін. ; за ред. В. С. Канціра ; М-во освіти і науки України, Нац. ун-т «Львів. політехніка».  Львів: Вид-во Львів. політехніки, 2015.  356 с. — ISBN 978-617-607-801-2
- Кримінальний процес: підручник / Ю. М. Грошевий, В. Я. Тацій, А. Р. Туманянц та ін.;  За ред. В. Я. Тація, Ю. М. Грошевого, О. В. Капліної,  О. Г. Шило. – Х.: Право, 2013. – 824 с.
- Кучинська О. П., Циганюк Ю.В. Кримінальний процес України. Навчальний посібник. Київ: Юрінком Iнтер, 2021. 448 с.
- Особливі порядки кримінального провадження: підручник / [О. В. Капліна, О. І. Марочкін, М. І. Демура та ін.]; за ред. О. В. Капліної; Нац. юрид. ун-т ім. Ярослава Мудрого. Харків: Право, 2024. 366. с.
- Тертишник В. М. Кримінальний процесуальний кодекс України. Науково-практичний коментар. Вид. 21-ше, доповн. і перероб. Київ: Алерта, 2024. 1060 с. ISBN 978-617-566-823-8
- Тертишник В. М. Правнича допомога та захист у кримінальному процесі: Підручник / За заг. ред.  д.ю.н., академіка НАН України Ю. С. Шемшученко. Київ: Алерта, 2018. 480 с.
- Тертишник В. М. Кримінальний процес України. Загальна частина: підручник. Академічне видання.  – Підручник. / В. М. Тертишник. – Київ: Алерта, 2014. – 440 с.
- Тертишник В. М. Кримінальний процес України. Особлива частина: підручник. Академічне видання.  – Підручник. / В. М. Тертишник. – Київ: Алерта, 2014. – 420 с.
- Тертишник В. М. Настільна книга слідчого. Зразки правничих документів. Київ: Алерта, 2024. 448 с.  ISBN 978-617-566-820-7
- Уваров В. Г. Застосування практики Європейського Суду з прав людини та норм міжнародно-правових актів в удосконаленні кримінального судочинства України: монографія  / В. Г. Уваров; за заг. ред. доктора юрид. наук В. М. Тертишника. – Дніпро. 2012.  268 с.
- Дізнання: навчальний посібник / Р. І. Благута, О. І. Гарасимів, Ю. В. Гуцуляк та ін.; за заг. ред. А. Я. Хитри. Львів: Львівський державний університет внутрішніх справ, 2021. 340 с.
- Хабло О. Ю., Бойко О. В. Право на справедливий судовий розгляд у кримінальному судочинстві України : монографія. Київ :Кафедра, 2022. 216 с.
- Шибіко В. П. Кримінальний процес. Ідеї. Погляди. Думки. Київ: Юрінком Інтер, 2022. 352 с.